# Trampedachlager

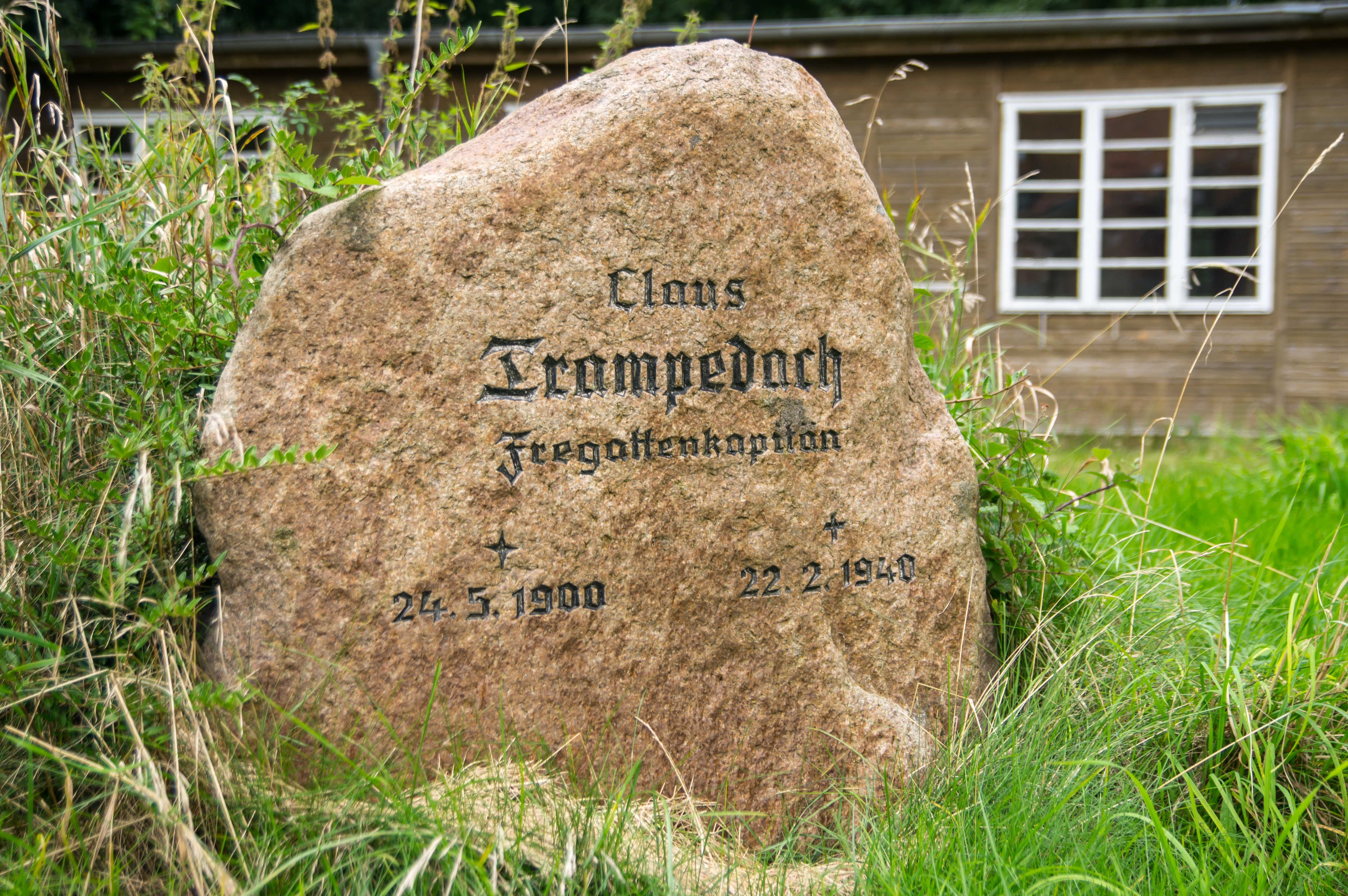
Der Erinnerungsstein an Claus Trampedach (2012)

Lageplan des Trampedachlagers mit der Position der sieben Baracken. In einem Raum der Baracke 1 befand sich in den 1950er Jahren ein kleiner Lebensmittelladen. Die restlichen Baracken wurden damals bewohnt. Die Baracken 1 und 2 blieben bis heute erhalten und sollen renoviert werden. Die Baracken 3 bis 7 wurden 2012/13 abgerissen.

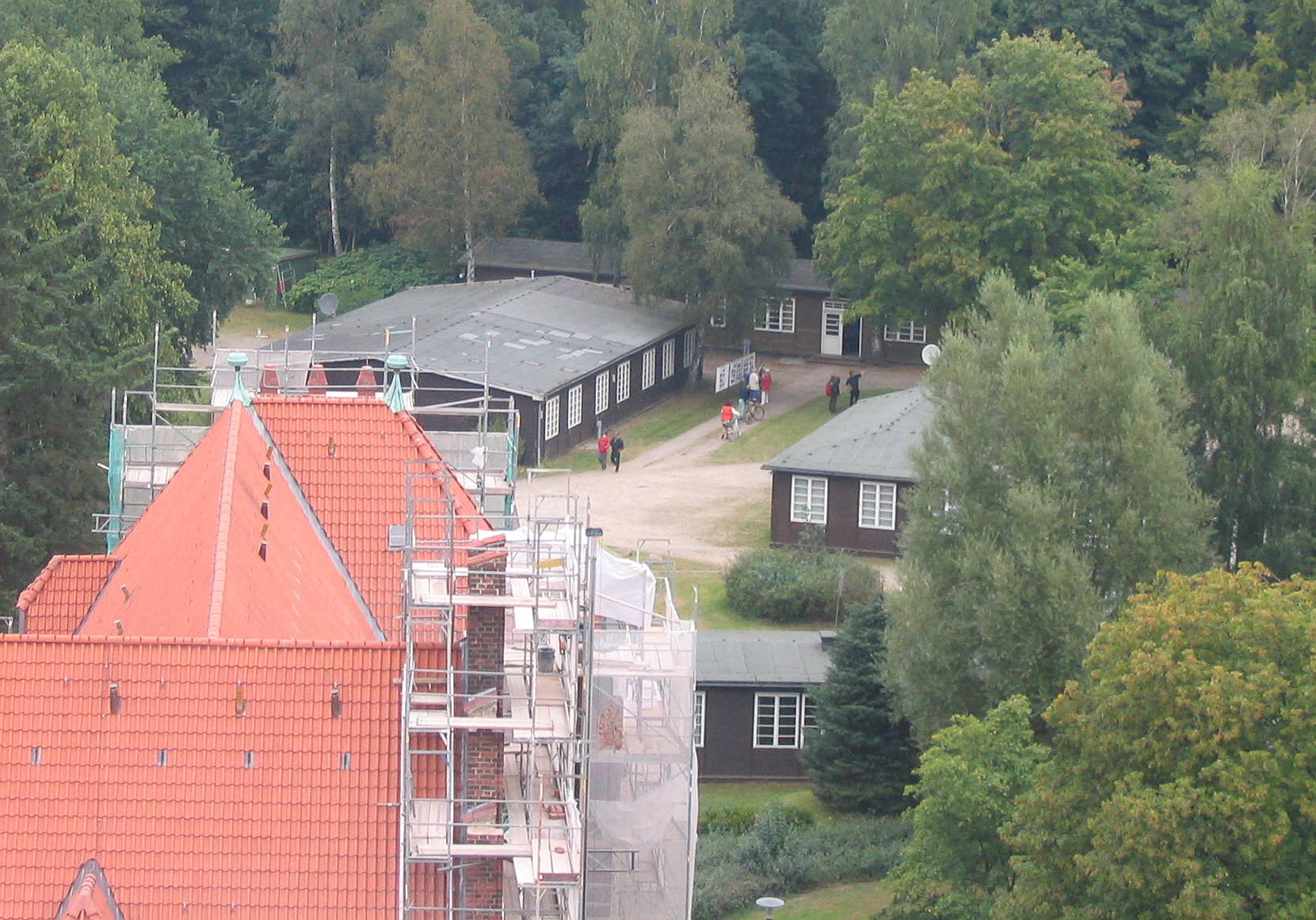
Das Trampedachlager im Jahr 2005

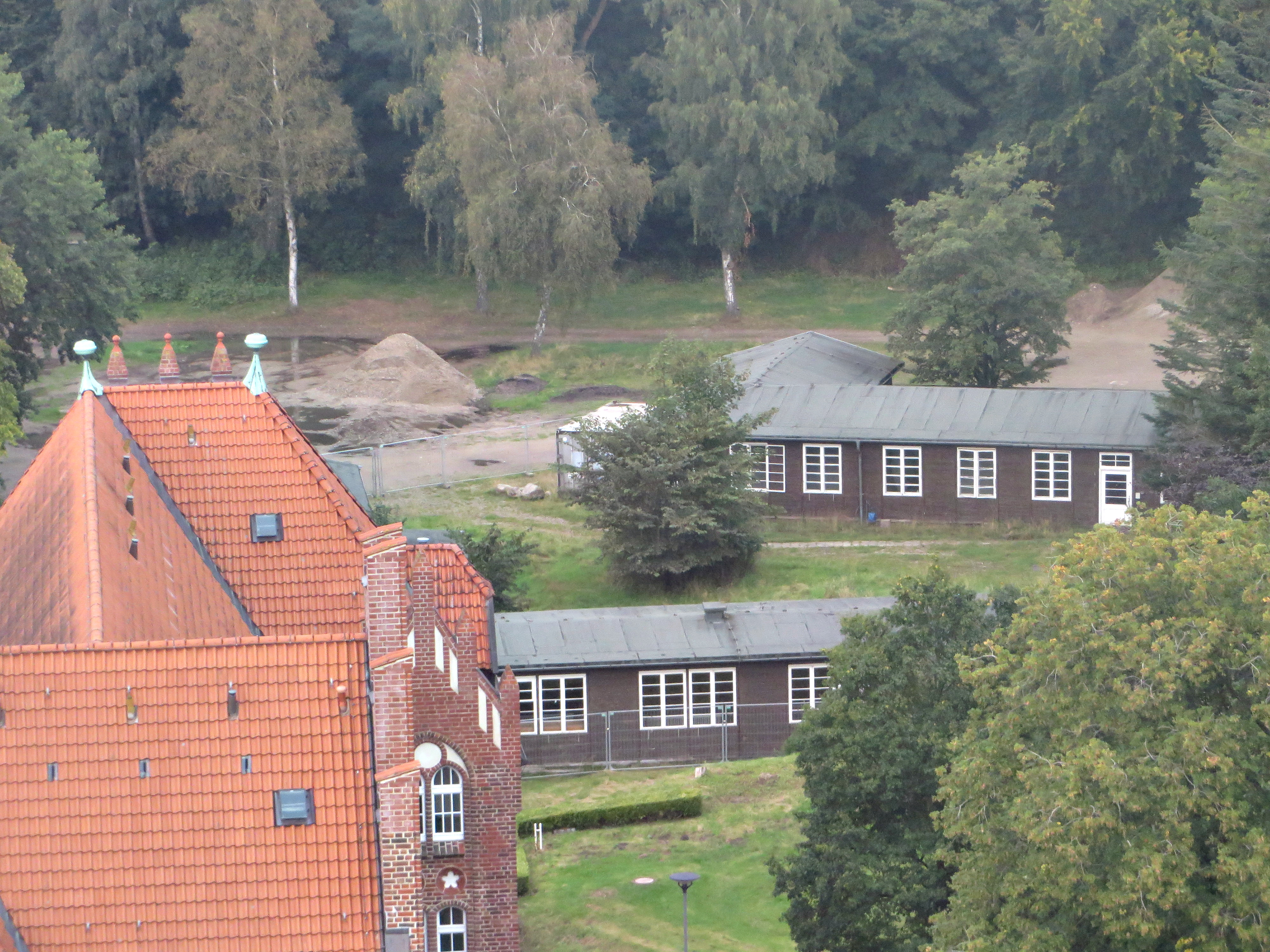
Die zwei erhaltenen Baracken des Trampedachlagers im Jahr 2015

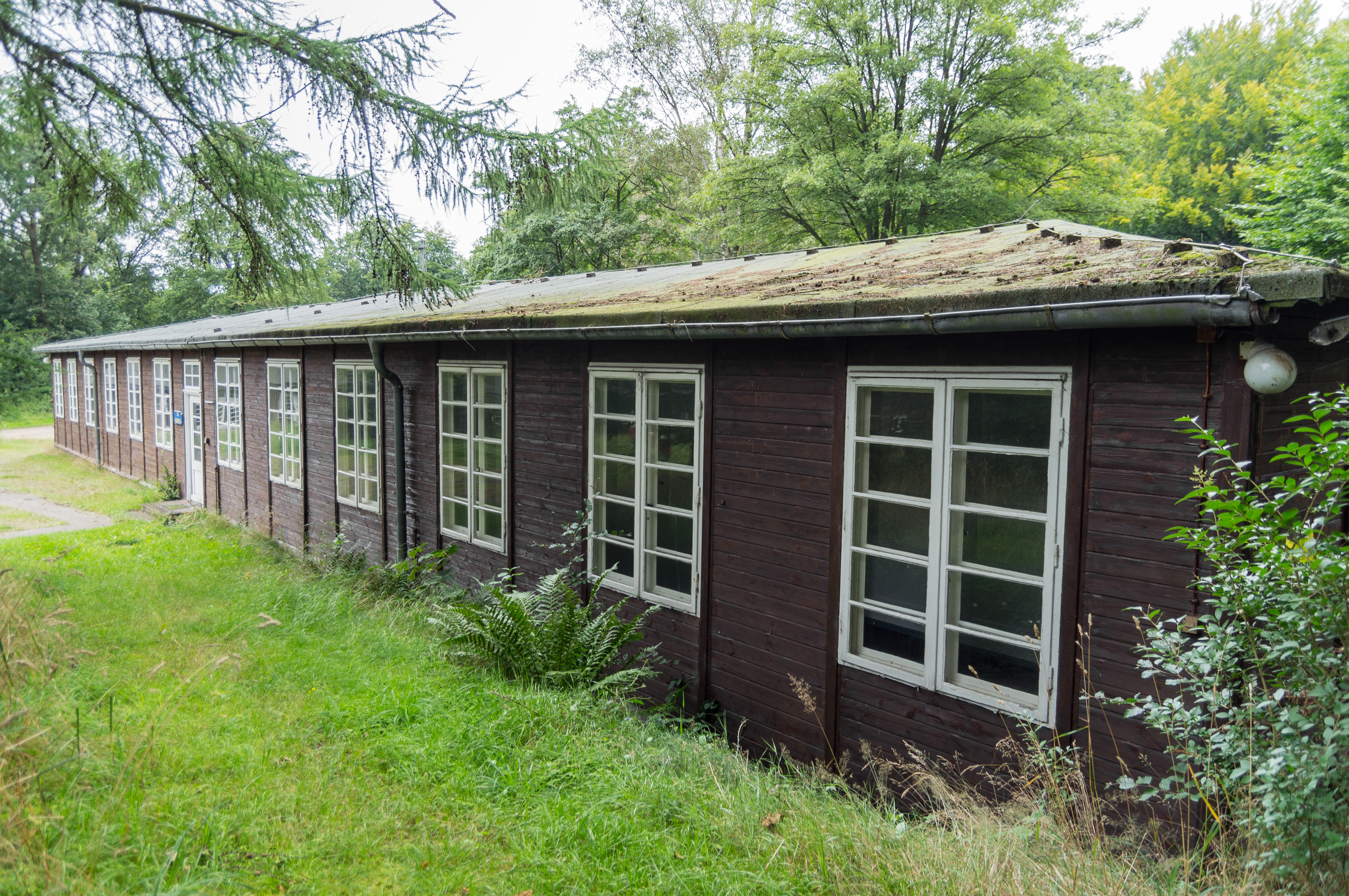
Baracke des Trampedachlagers (2012)

Das Trampedachlager (auch: Trampedachsiedlung) ist ein Barackenlager aus den 1930er Jahren in Flensburg-Mürwik, am nördlichen Rand der Marineschule Mürwik, das eines der Kulturdenkmale des Stadtteils darstellt.

## Geschichte
Nach der Machtübernahme durch die Nationalsozialisten im Jahr 1933 war die Anzahl der Offiziersanwärter erheblich gestiegen. In der Folgezeit entstanden das Nord-Lager, später Mützelburg-Lager genannt, bei Twedter Mark sowie das Heinz-Krey-Lager gegenüber der Marinesportschule, dessen Gelände seit 2012 zum großen Teil mit dem Verlagsgebäude des Schleswig-Holsteinischen Zeitungsverlages überbaut wurde. Das Barackenlager an der Marineschule wurde 1937, also ungefähr zeitgleich mit der Sportschule errichtet. Die sieben errichteten Baracken bestanden aus Holz, besaßen pappgedeckte Satteldächer und hatten Sprossenfenster. Die Baracken wurden zunächst zur Unterbringung von Offiziersanwärtern der Luftwaffe genutzt. Nicht weit entfernt lag der Mürwiker Wasserflughafen in Fahrensodde und in Flensburg-Weiche lag der Flugplatz Flensburg-Schäferhaus. Zunächst trug das Barackenlager den Namen Danziglager. Später wurde es nach dem Fregattenkapitän Claus Trampedach umbenannt. Vom 9. April 1938 bis 25. Oktober 1938 war Trampedach Korvettenkapitän auf der Z 14 Friedrich Ihn. Anschließend war er Fregattenkapitän auf der Z 3 Max Schultz, die am 22. Februar 1940 beim Unternehmen Wikinger durch Eigenbeschuss sank. Der beim Lager errichtete und als Kulturdenkmal eingetragene Erinnerungsstein erinnert noch heute an den am 24. Mai 1900 geborenen und am 22. Februar 1940 gestorbenen Claus Trampedach. Zum Ende des Zweiten Weltkrieges wurden große Teile der benachbarten Marineschule vom Marinelazarett Flensburg-Mürwik genutzt.
Im Februar 1944 hatte Flensburg nur ungefähr 60.000 Einwohner. Doch viele Menschen aus den Deutschen Ostgebieten flüchteten in der Zeit danach vor der anrückenden Roten Armee und gelangten mit Trecks, mit der Eisenbahn oder mit Schiffen nach Flensburg. Das Trampedachlager gehörte am Ende des Zweiten Weltkrieges zum Sonderbereich Mürwik, des letzten Rest des NS-Staates. In der nahegelegenen Marinesportschule befand sich die letzte Reichsregierung, die erst am 23. Mai 1945 von britischen Soldaten verhaftet wurde. Bis zum Ende Juli 1945 erhöhte sich die Flensburger Bevölkerung noch auf 102.000 Einwohner (vgl. Einwohnerentwicklung von Flensburg). Für viele der Flüchtlinge endete die Flucht in einem der Barackenlager Flensburgs und für einige in der Trampedachsiedlung. 1948–1951 bekamen verschiedene Familien eine Wohnung in der Trampedachsiedlung, es gehörten offenbar Familien von Bundesbediensteten zu ihnen. 
Seit dem März 1946 befand sich in der Marineschule die neugegründete Pädagogische Hochschule der Stadt, die sich an ihrem späteren Standort beim Volkspark, den sie 1959 bezog, zur Universität Flensburg entwickelte. 1950 bezog zudem die Zollschule Flensburg Räumlichkeiten der Marineschule. Ungefähr unterhalb des Trampedachlagers am Fördeufer lag damals das Mürwiker Freibad, bei dem unklar ist, wann es eingerichtet wurde. Es wurde aber in dieser Zeit nach dem Krieg von der Flensburger Bevölkerung stark genutzt. Nur wenig ist heute noch über das Lagerleben von damals bekannt. Ein Geburtstagsgruß von 1956 aber berichtet beispielsweise von der Flüchtlingsfamilie Steinwender aus dem Memelland. Seit den 1950er Jahren bemühte sich die Stadt, die Wohnumstände der Flüchtlinge in den verschiedenen Flensburger Lagern zu verbessern, um die Flüchtlingslager der Stadt schließlich schrittweise auflösen zu können. Die letzte Flüchtlingsbaracke Flensburgs in der Westerallee konnte aber erst im Jahre 1966 geräumt werden. Wann das Trampedachlager seine Funktion als Wohnsiedlung verlor, ist nicht genau bekannt. Am 7. August 1956 bezog die Bundesmarine das Gelände der Marineschule Mürwik und übernahm offenbar in dieser Zeit auch das Trampedachlager als Unterkunftsmöglichkeit. Das erwähnte Freibad wurde irgendwann nach 1965 wegen Baufälligkeit von der Marine abgerissen. Zuvor, im Jahr 1963, war das städtische Hallenbad im Bahnhofsviertel in der Südstadt eröffnet worden.
Das Trampedachlager war lange Zeit noch komplett erhalten und wurde unter Denkmalschutz gestellt. Zwischen 2012 und 2013 wurden fünf der sieben Baracken aber abgerissen. Die Umrisse der abgerissenen Baracken wurden durch neu verlegte Steine im entstandenen militärischen Übungsplatz kenntlich gemacht. Es wurde zudem beschlossen, in einer der Baracken ein Museum einzurichten. Direkt unterhalb, wenige Meter entfernt vom Tramepdachlager, befindet sich seit 2012 der Gorch-Fock-Übungsmast für die Kadetten der Gorch Fock, wodurch das Trampedachlager von der gegenüberliegenden Wasserseite, beispielsweise dem Ostseebad, seitdem trotz des umliegenden Baumbewuchses recht gut lokalisierbar ist.